# Henry Green
Henry Green (* 29. Oktober 1905 auf Forthampton Court nahe Tewkesbury; † 13. Dezember 1973 in London; mit bürgerlichem Namen eigentlich Henry Vincent Yorke) war ein englischer Romanautor. Zwischen 1926 und 1952 veröffentlichte Green neun Romane und ein autobiografisches Werk, daneben wurden in verschiedenen Zeitungen und Zeitschriften Kurzgeschichten und Essays von ihm veröffentlicht.
Green gilt als ein Schriftsteller, der zwar einem größeren Leserkreis unbekannt ist, wegen seines meisterhaften Umgangs mit Sprache und Erzähltechnik aber von anderen Schriftstellern verehrt wird. Nach dem Tode von Virginia Woolf galt er vielen als bedeutendster noch lebender britischer Autor der klassischen Moderne. Zu den Schriftstellern, die ihn unabhängig voneinander als einen der besten englischsprachigen Autoren seiner Generation angesehen haben, zählen unter anderem W. H. Auden, Eudora Welty, V. S. Pritchett, Rebecca West sowie John Updike. Der US-amerikanische Autor und Essayist Terry Southern ging sogar so weit, Green als einen „writer's writer's writer“ zu bezeichnen, einen Schriftsteller, der von Schriftstellern geschätzt wird, die von anderen Schriftstellern verehrt werden. John Lehmann, der bei der britischen Hogarth Press Henry Green als Autor betreute, weist unter anderem darauf hin, dass Green einen spezifischen Sprachstil habe, der überwiegend aus einfachen Wörtern bestehe, und dass Green manchmal eine eigenwillige Syntax verwende, die einen Leser zunächst vermuten lassen könne, das Werk eines Anfängers zu lesen. Erst allmählich erschließe sich dem Leser dies als bewusste Ausdrucksweise, hinter der sich großer Humor verberge und die zahlreiche Passagen seiner Werke in den Stand reiner Poesie erhebe.
Zu Greens bekanntesten Werken gehört der 1945 erschienene Roman Der Butler, der das Leben auf einem irischen Landsitz während des Zweiten Weltkrieges thematisiert und dies vorwiegend aus Sicht der Dienstboten schildert. Der Tod des alten Butlers zu Beginn der Handlung ist Ausgangspunkt einer zunehmend anarchischeren Misswirtschaft, bei der jeder auf seinen Vorteil bedacht ist. Die britische Zeitung The Guardian nahm den Roman 2009 in die Liste der 1000 Romane auf, die jeder gelesen haben müsse. Die Time wählte ihn zu einem der besten 100 englischsprachigen Romane, die zwischen 1923 und 2005 veröffentlicht wurden, und 2015 wählten 82 internationale Literaturkritiker und -wissenschaftler ihn zu einem der bedeutendsten britischen Romane. Der Kritiker Robert McCrum dagegen gab in seiner für den Guardian zusammengestellten Liste der 100 besten englischsprachigen Romane dem zuvor veröffentlichten Roman Die Gesellschaftsreise (Erstveröffentlichung 1939) den Vorzug.

## Familie
Henry Green entstammt einer wohlhabenden Familie. Er war der jüngste von drei Söhnen des Ehepaars Vincent Wodehouse Yorke und Maud Evelyn Wyndham. Zu Greens Vorfahren auf väterlicher Seite zählt die niederländisch-französische Schriftstellerin Isabelle de Charrière, sein Großvater Reginald Yorke, der eine ihrer Nachfahrinnen heiratete, war ein wohlhabender Landbesitzer in Gloucestershire und Mitglied des Parlaments. Henry Greens Vater war ein Schüler des Eton College, der anschließend am King’s College, Cambridge, studierte und als Archäologe in Griechenland und im Mittleren Osten arbeitete. Diese Karriere gab Vincent Wodehouse Yorke mit Beginn seiner Ehe auf. Eine für ihn von seinem Vater erworbene Kupferschmiede in Holborn baute er zu dem erfolgreichen Unternehmen Pontifex aus, das Kessel für Brauereien sowie Kupferrohre für sanitäre Anlagen herstellte.
Greens Mutter Maud war Tochter von Henry Wyndham, 2. Baron Leconfield, einem der wohlhabendsten Mitglieder der britischen Aristokratie und der Besitzer von Petworth House, einem großen Herrenhaus in Sussex. Die Familie spielt in der britischen Geschichte seit dem Mittelalter eine Rolle. George Wyndham, 3. Earl of Egremont, Urgroßvater seiner Mutter, war Agrarreformer und Kunstmäzen, der William Turner förderte und für seinen Stammsitz Petworth House Gemälde und Skulpturen auch anderer zeitgenössischer britischer Künstler Joshua Reynolds, William Hogarth, John Constable und George Romney sowie Skulpturen von John Flaxman erwarb. Mauds Onkel Archibald Primrose, 5. Earl of Rosebery war 1894/1895 britischer Premierminister, und Herbert Henry Asquith, Premierminister von 1908 bis 1916, war mit einer von Mauds Cousinen verheiratet.

## Leben

### Kindheit
Greens Mutter führte das typische Landleben einer britischen Aristokratin, die viel Zeit mit ihren Pferden und Hunden verbrachte und sich ansonsten in der Kirche und der benachbarten Gemeinde engagierte. Erzogen wurde Green von einer Nanny und anderen Dienstboten, seine Mutter sah er gewöhnlich abends zwischen fünf und sechs Uhr. Zum umfangreichen Hauspersonal der Familie gehörten außerdem ein Butler, zwei Diener, ein Laufbursche, eine Köchin, ein Küchenmädchen, ein Spülmädchen, fünf Hausmädchen und die Zofe der Mutter. Der Vater verbrachte die Woche über in Birmingham, wo er sich um das Familienunternehmen kümmerte. Von März bis August, der Zeit der Bälle und gesellschaftlichen Zusammenkünfte, lebte die Familie in London, kehrte aber gewöhnlich an den Wochenenden nach Forthampton zurück. Green verbrachte Teile seiner Kindheit in dem Herrenhaus seines Großvaters und lernte dort auch Relikte traditioneller und zu seiner Zeit bereits antiquierter Umgangsformen kennen. Selbst nach dem Ende des Ersten Weltkrieges wurde auf Petworth von männlichen Gästen erwartet, mit weißer Fliege und Frack zum Dinner zu erscheinen. Gästen, die diese zunehmend unübliche Abendgarderobe nicht im Gepäck hatten, wurde angeraten, den Kammerdiener zu wechseln. In einer seiner ersten erzählerischen Vignetten, die Green vermutlich während der auf Petworth verbrachten Schulferien schrieb, fantasiert er, was passieren würde, wenn plötzlich ein Riese auf dem Anwesen erschiene: Als erste Maßnahme würde sein Onkel Charles, der 3. Baron Leconfield, dem Riesen den Butler Wickham entgegenschicken. Der Riese würde den Butler in den See werfen, was Charles mit der kurzen Lobrede „Wickham war ein guter Dienstbote“ kommentieren würde. Es würde sich aber bald herausstellen, dass Butler Wickham den Kellerschlüssel bei sich getragen habe und damit einer der letzten Fluchtwege der Familie vor dem Riesen versperrt sei. Charles’ Pietät würde jetzt in die verärgerte Äußerung umschlagen, dass es trotz aller Anweisungen unmöglich sei, Dienstboten beizubringen, Schlüssel an zugänglichen Haken aufzubewahren.

### Internatszeit und Studium

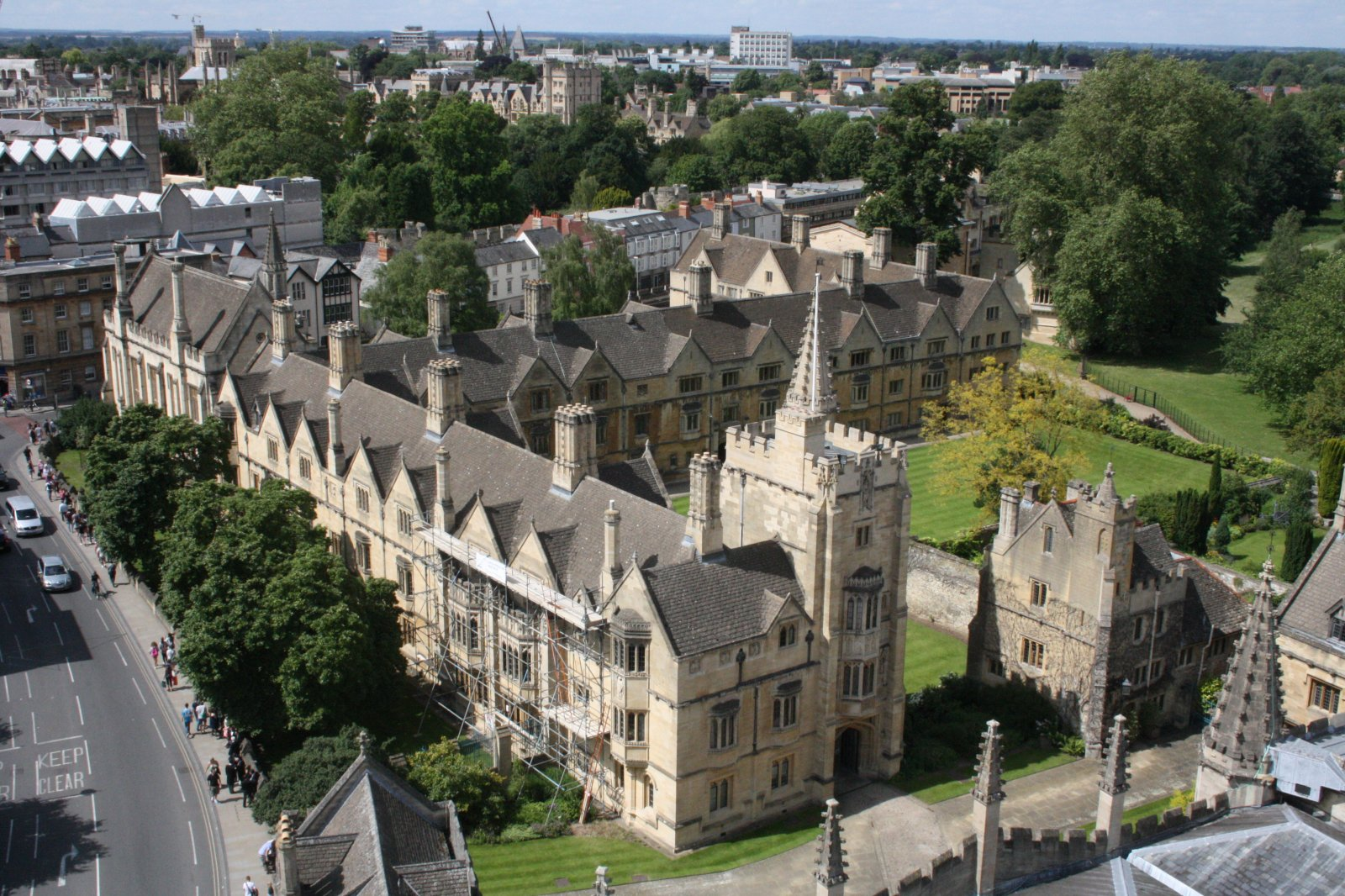
Magdalen College, das College, das Green in Oxford besuchte

Green wurde zunächst auf das Internat New Beacon zur Schule geschickt, wo er Anthony Powell kennenlernte, dem er lange freundschaftlich verbunden blieb. Beide gingen danach auf das elitäre Eton College, ein Jungeninternat. Green begann an seinem ersten Roman Blindsein (Ersterscheinungsjahr 1926) bereits während seiner Zeit in Eton zu arbeiten. Sowohl Vincent als auch Maud Yorke standen den schriftstellerischen Ambitionen ihres jüngsten Sohnes zögerlich gegenüber. Als Green achtzehn Jahre alt wurde, schickte Maud einige seiner Erzählungen an John Buchan, einem mit der Familie befreundeten Schriftsteller. Das Feedback Buchans war durchaus positiv, auch wenn Green später davon überzeugt war, Buchan habe seine Frühwerke verrissen.
Green verließ Eton im Frühjahr 1924 und verbrachte den anschließenden Sommer in Frankreich. Danach ging er wie auch sein Freund Anthony Powell nach Oxford und wurde dort Student des Magdalen College. Ab seinem dritten Semester wählte er als Schwerpunkt englische Sprache und Literatur, sein Professor wurde der irische Schriftsteller und Literaturwissenschaftler C. S. Lewis, mit dem Green sich keineswegs gut verstand. In Oxford lernte er auch Evelyn Waugh kennen, dem er für den Rest seines Lebens in freundschaftlicher Konkurrenz verbunden blieb.

### Erster Roman
Auf Grund seiner Verbindungen hatte Green die Gelegenheit, sein Manuskript auch Edward Garnett zu übergeben. Der einflussreiche Verlagslektor, der unter anderem mit Joseph Conrad, D. H. Lawrence, Dorothy Richardson und E. M. Forster zusammenarbeitete, lobte das Werk, nahm einige Streichungen vor und half Green, einen Verleger zu finden. Da Green noch minderjährig war, musste sein Vater den Vertrag unterschreiben und tat dies trotz erheblicher Zweifel. Als eines der ersten Zeichen öffentlicher Anerkennung wurde er nun auch zu den Zusammenkünften von Lady Ottoline Morrell eingeladen, bei denen als Gäste auch Persönlichkeiten wie Aldous Huxley, Katherine Mansfield, Leonard und Virginia Woolf, Bertrand Russell und Siegfried Sassoon verkehrten. Sein Erstlingsroman erhielt aber sonst wenig Aufmerksamkeit unter den britischen Literaturkritikern. In den USA lobte The Times Literary Supplement den Roman, und The New Republic hob den psychologischen Realismus des Romans hervor. Dieses Kritikerlob und die Ermutigungen durch seine Freunde ließen ihm beim Schreiben bleiben.
Sein Studium in Oxford empfand Green als zunehmend unbefriedigend. Viele Personen aus seinem Umkreis wie Anthony Powell und Evelyn Waugh lehrten oder arbeiteten in Verlagen, Robert Byron arbeitete an einem Buch über byzantinische Geschichte und Harold Acton lebte nun in Kontinentaleuropa. In einem Brief an seine Mutter gestand er auch, dass er unter dem Druck der wissenschaftlichen Arbeit in Oxford leide und deutete ihr gegenüber an, dass er gerne im eigenen Unternehmen in Birmingham Erfahrungen sammeln wolle. Seinem Vater gestand er ein, dass es ihm wichtig wäre, zunächst Erfahrungen als Arbeiter zu sammeln. Er gab auch zu, dass er dabei sei, einen weiteren Roman zu planen, der in der Arbeiterschicht spielen solle.

### Eintritt ins väterliche Unternehmen

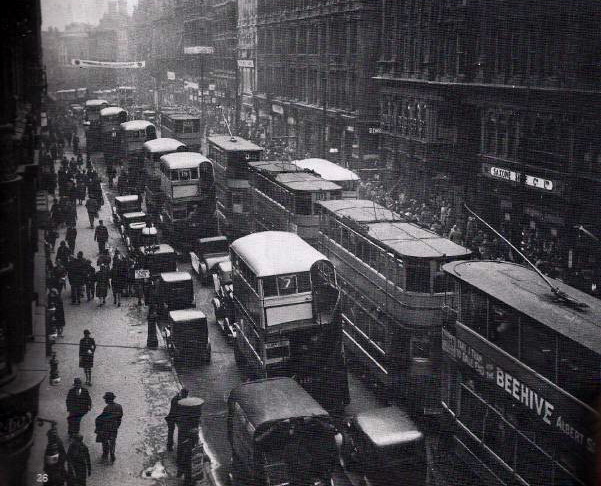
Birmingham zu Beginn der 1930er Jahre

Green begann ab Januar 1927 zunächst als Lagerist in der väterlichen Fabrik zu arbeiten. Er lebte in einem alten viktorianischen Mietshaus in einem ärmeren Viertel der Stadt, das von Handwerkern dominiert wurde. Wie zuvor in Oxford ging er häufig ins Kino. Den Roman, an dem er arbeitete und der sich durch vergleichsweise kurze Absätze kennzeichnete, verglich er mit einem unzusammenhängenden Kinofilm. Sein Biograf Treglown sieht Green in dieser Zeit jedoch auch stark durch die Werke von Honoré de Balzac und Émile Zola beeinflusst. Eine Erzählung wie Excursion, die davon erzählt, wie am Bahnhof Menschen auf ihre Verbindungen warten und dabei ängstlich und streitbar werden, reflektiert dies gleichfalls.
Während Edward Garnett ihn mahnte, sich mit dem Roman Zeit zu lassen und nicht dem verlegerischen Druck nach dem nächsten Roman nachzugeben, begann er gemeinsam mit Anthony Powell, um die Schwestern Adelaide „Dig“ und Mary Biddulph zu werben. Die Schwestern gehörten der britischen Oberschicht an und waren entfernt mit der Yorke-Familie verwandt. Beide verliebten sich in Green, es war jedoch Dig, mit der Green zunehmend verkehrte, während er an seinem Roman Living weiterarbeitete. Unmittelbar nach dessen Veröffentlichung im Jahre 1929 zog er nach London um, wo er zukünftig in der Verwaltungszentrale des väterlichen Unternehmens arbeiten wollte, und Ende Juli dieses Jahres heirateten „Dig“ und er. In der Nähe des Londoner Hyde Parks bezogen sie ein Haus aus der Regency-Zeit.
Obwohl Green gelegentlich darüber sprach, seine Arbeit für die väterliche Firma Pontifex aufzugeben und von seinem Erbe zu leben, fand Green die tägliche Routine der Büroarbeit stabilisierend. Er fand es auch weit weniger anstrengend, als Romane zu schreiben. Freunde wie Evelyn Waugh, Robert Byron und Harold Acton besprachen den neuen Roman von Green zwar positiv, die einflussreichsten britischen Publikationen ignorierten ihn allerdings weitgehend. Allerdings veröffentlichte in diesem Jahr eine Reihe etablierter Autoren Werke, so dass es schwer war, die Aufmerksamkeit von Kritiker und Lesepublikum auf sich zu lenken. Zu den bekannteren englischsprachigen Autoren, deren Romane 1929 auf den Markt kamen, zählten Richard Aldington, Robert Graves, J. B. Priestley, Ernest Hemingway, John Buchan, Rebecca West und R. C. Sherriff, daneben erschienen Übersetzungen von Thomas Mann und Italo Svevo.

### Wirtschaftskrise und Zweiter Weltkrieg
Es dauerte 10 Jahre, bis Die Gesellschaftsreise, der nächste Roman von Green, auf den britischen Buchmarkt kam. Green arbeitete seit 1930 an dem Roman, aber die Weltwirtschaftskrise traf auch das Unternehmen Pontifex, und Green fand es zunehmend schwierig, neben der Büroarbeit Zeit zum Schreiben zu finden. 1934 kam außerdem Sebastian, der gemeinsam Sohn von „Dig“ und Green, auf die Welt. Zu einer der Patentanten wurde Elizabeth Bowes-Lyon, zu dem Zeitpunkt noch Duchess of York. Gleichzeitig waren die Verkaufszahlen von Living auf mittlerweile nur noch 10 Exemplare pro Jahr gefallen. Sein Verleger Dent hatte zwar gegenüber Green Interesse an einem neuen Roman bekundet, sandte aber 1938 das Manuskript zu Die Gesellschaftsreise wieder an Green mit dem Hinweis zurück, dass er sich nicht sicher sei, ob er diesen Roman erfolgreich auflegen könne.

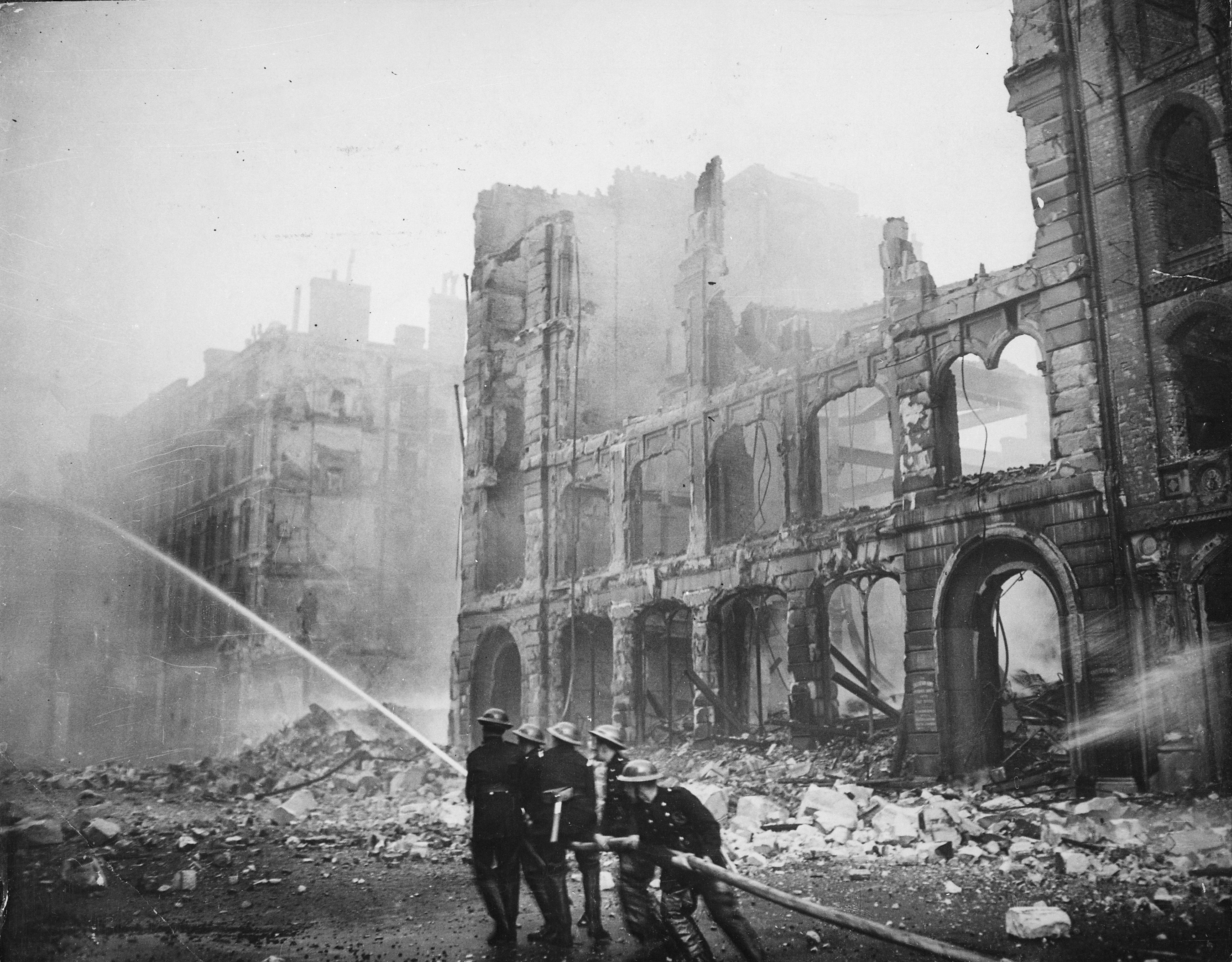
Eine Einheit Feuerwehrleute bekämpft in London Brände nach Bombenangriffen

Mittlerweile schien ein Krieg unabwendbar. Henry Green meldete sich 1938 zu dem damals neu gegründeten Auxiliary Fire Service (AFS), einer Freiwilligen Feuerwehr, die in Großbritannien vor dem Zweiten Weltkrieg gegründet wurde, um im Falle eines Luftangriffes die Folgen der Bombenangriffe beseitigen zu können. Es waren unterschiedliche Motive, die den 33 Jahre alten Henry Green bewegten, sich freiwillig dafür zu melden. Zum einen wollte er eine Einberufung in die Armee vermeiden, zum anderen hatte er an das Familienunternehmen zu denken. Ein Dienst bei der AFS sollte es ihm ermöglichen, sich weiterhin um das Unternehmen zu kümmern. Green wurde für die City of Westminster eingeteilt, stationiert wurde die Truppe nahe Grosvenor Square. Viele seiner Kollegen bei der AFS waren bedingt durch dieses Einzugsgebiet Dienstboten und Hotelpersonal. „Dig“ zog derweil mit dem Sohn Sebastian auf einen Landsitz außerhalb von London, wo sie vor Bombenangriffen sicherer waren.
Green begann in dieser Zeit auch eine Affäre mit der Schriftstellerin Rosamond Lehmann, die er im Hause von Elizabeth Bowen kennengelernt hatte. Rosamond Lehmann war es auch, die Green vorschlug, sein Manuskript zu Die Gesellschaftsreise an Leonard Woolf und John Lehmann zu senden, die gemeinsam die Hogarth Press leiteten. Da Leonard Woolf sich zunächst nicht entscheiden konnte, den Roman herauszubringen, schlug Lehmann vor, den Roman an Christopher Isherwood weiterzuleiten. Isherwood war von dem Manuskript sehr angetan. Die Gesellschaftsreise erhielt gute Besprechungen und verkaufte sich mit 1285 Exemplaren während der ersten zwölf Monate nach Veröffentlichung für damalige Zeiten auch akzeptabel. Hogarth Press konnte sogar einen kleinen Gewinn damit erzielen.
Seinen gefährlichen Dienst bei der AFS verarbeitete Green in einer Reihe von Kurzgeschichten, die Green in John Lehmanns Magazin Pinguin New Writing veröffentlichte. John Updike schrieb später über die Kurzgeschichten, sie brächten das Inferno des von der Luftschlacht um England so stark getroffenen London mit großer Virtuosität nahe. Es folgte der Roman Caught, der ebenfalls in dem von Bomben zerstörten London spielt und dessen wesentliche Protagonisten Mitglieder einer Feuerwehrbrigade sind. Der Roman erschien 1943 bei Hogarth Press. Zu diesem Zeitpunkt waren es die Flugzeuge der RAF und USAF, die Städte in Deutschland bombardierten.

### Der Butlerund das Ende des Zweiten Weltkrieges
Noch bevor Caught auf den britischen Buchmarkt kam, arbeitete Green an seinem nächsten Roman. Im Dezember 1943 hatte er bereits einen Entwurf in der Länge von 25000 Wörtern. Green überarbeitete den Roman im Sommer 1944 und übergab im Oktober das Manuskript an seinen Verlag Hogarth Press. John Lehmann, der gemeinsam mit Leonard Woolf den Verlag leitete, war von Beginn an der Überzeugung, dass Green ein Meisterwerk geschrieben habe. Der Butler spielt auf einem von Briten bewohnten Landsitz im neutralen Irland vor dem Hintergrund des Zweiten Weltkrieges. Der Roman ist überwiegend aus Sicht der fast ausschließlich britischen Dienstboten erzählt, die sowohl eine Invasion des neutralen Irlands durch deutsche Truppen befürchten als auch einen Angriff durch die IRA.
Green erzählte später wiederholt, dass ihm die Idee zu dem Roman während einer Unterhaltung mit einem Mitglied seiner Feuerwehrbrigade gekommen sei, der zuvor als zweiter Diener auf einem Landsitz gearbeitet hatte. Dieser berichtete, dass der Butler dieses Landsitzes ihm eines Tages Folgendes gestanden habe:

„Nichts genieße ich mehr [...], als am Sonntag Morgen bei geöffneten Fenster im Bett zu liegen, den Kirchenglocken zuzuhören und mit nach Fotze riechenden Fingern gebutterten Toast zu essen.“

Aus Sicht von Greens Biografen Jeremy Treglown drückt diese Anekdote jene Haltung von Nachlässigkeit, Opportunismus und Verantwortungslosigkeit aus, die auch die Protagonisten des Romanes kennzeichnen. Mit dem Tod des Butlers gleich zu Beginn der Romanhandlung ist der Haushalt jeglicher Autoritätsperson beraubt, und der jetzt nur noch von der Mutter des Pächters unwillig und inkompetent geführte Landsitz gleitet allmählich in zunehmend anarchische Zustände ab. Der Roman ist nach einer weit verbreiteten Ansicht der Höhepunkt im Schaffen von Green.
Auch mit der Arbeit an seinem nächsten Roman Back begann Green, noch bevor Der Butler in die Buchhandlungen kam. John Lehman, erneut Verleger des Romanes, bestand auf einige redaktionelle Eingriffe, Green selber fand es – nachdem er zunächst sehr schnell mit den Arbeiten an dem Roman voranschritt – zunehmend schwierig, ihn zu Ende zu bringen. Der Roman erhielt nach Erscheinen einige sehr kritische Besprechungen, die irische Schriftstellerin Kate O’Brien nannte ihn in einer Rezension für den Spectator eine von Trauer und Sorge überschattete Erzählung, die zwar kunstvoll sei, aber nicht alle Leser ansprechen könne. Auch Greens Biograf Treglown bezeichnet das Werk als das am wenigsten gelungene im Gesamtwerk von Green.
Der Misserfolg seines neuesten Romans ließ Greene, der seit dem Tod von Virginia Woolf in Großbritannien als der experimentierfreudigste Schriftsteller galt, zunehmend an sich selbst zweifeln. Im März 1947 schrieb er an eine Freundin, dass er sich eine Auszeit vom Schreiben genommen habe und hoffe, dass diese Zeit für drei bis vier Jahre andauern werde. Parallel endete die verlegerische Partnerschaft zwischen John Lehman und Leonard Woolf. Lehman gründete einen eigenen Verlag, Greene blieb allerdings der Hogarth Press treu, die Neuauflagen von Greens früheren Romanen in Aussicht stellte. Der Schritt war durchaus ungewöhnlich: John Lehman hatte Green jahrelang gefördert, und Green hatte nicht nur Zweifel am Fortbestehen der Hogarth Press, sondern fürchtete auch, dass angesichts der nach wie vor bestehenden Papierbewirtschaftung Leonard Woolf schwerpunktmäßig die Romane seiner verstorbenen Frau herausgeben würde. Gleichzeitig begann die Familienfirma wieder vermehrt Aufträge zu erhalten, weil britische Brauereien die Investitionen nachzuholen begannen, die sie während der Zeit des Zweiten Weltkrieges aufgeschoben hatten. Allerdings waren in dem Großbritannien der Nachkriegszeit die Steuern drastisch heraufgesetzt worden, so dass Greens Einkommenslage sich durch den kurzzeitigen Erfolg der Firma nur geringfügig besserte.

### Die letzten Romane
Es dauerte nach dem Misserfolg von Black lediglich zwei Jahre, bis Green erneut einen Roman veröffentlichte. Dämmerung (englischer Originaltitel: Concluding) erschien Ende November des Jahres 1948 und gilt als Greens satirischstes Werk. Handlungszeitpunkt ist das frühe 21. Jahrhundert. Handlungsort des Romans ist wie bei Der Butler ein Landsitz, allerdings keiner, der von einer wohlhabenden Familie bewohnt wird. Angesiedelt ist dort eine futuristische Mädchenschule, deren Schülerinnen darauf vorbereitet werden, Beamte in einem bürokratischen und etwas totalitären Staat zu werden. In einem kleinen, von Azaleen umgebenen Häuschen auf dem Gelände des Landsitzes lebt ein mittlerweile pensionierter Wissenschaftler zusammen mit einer Gans, einem Schwein und einer Katze sowie einer Enkelin, die sich in einen der Lehrer der Mädchenschule verliebt. Eifersucht auf den Geliebten seiner Enkelin und der Umgang mit der eigenen Vergänglichkeit sind Motive der Handlung. Die Besprechungen waren diesmal positiver, die Weihnachtsausgabe des Times Literary Supplement widmete Green sogar ein ausführliches Essay, in dem alle seine bisher erschienenen Werke besprochen wurden und seine technische Einzigartigkeit hervorgehoben wurde. In den USA erschien 1949 nun auch The Butler und erregte dort viel Aufmerksamkeit. Die Time, fasziniert von einem unter Pseudonym schreibenden Schriftsteller aristokratischer Abstammung, widmete ihm ebenfalls einen Artikel.
Green, mittlerweile Mitte 40, empfand sein Leben trotz dieser Erfolge als zunehmend unbefriedigend. Sowohl er als auch seine Frau hatten Beziehungen außerhalb ihrer Ehe. Green verlor zunehmend sein Gehör und hatte darüber hinaus ein immer größer werdendes Alkoholproblem. Dies reflektiert sich auch in einigen der Erzählungen, die Green in dieser Zeit verfasste und in denen der Alkoholmissbrauch durch einen Ehemann und die zunehmende Ablehnung dieses exzessiven Trinkens durch die Ehefrau wiederkehrende Themen sind.
Nichts (englischer Originaltitel: Nothing), Greens nächster, fast ausschließlich in Dialogform geschriebener Roman, reflektiert zu einem sehr großen Teil die Lebenssituation des Autors: Ein Mittvierziger hat eine Affäre mit einer 29-jährigen Frau, und sie wie alle weiteren Figuren der Handlung sind Personen, die einstmals wohlhabend waren, die aber im Großbritannien der Nachkriegszeit plötzlich in einer finanziell gänzlich anderen Situation leben. Die Kritiken waren unmittelbar nach dem Erscheinen des Buches gespalten, der Schriftsteller Paul Bailey bezeichnete diesen und Greens letzten Roman jedoch als seine brillantesten Arbeiten. Auch die wesentlichen Figuren von Liebesspiele (Englischer Originaltitel: Doting), dem letzten zu Lebzeiten von Green veröffentlichten Roman, spiegeln Greens Familienleben wider. Die Hauptfiguren sind Arthur und Diana Middleton: Er ist ein Geschäftsmann in den Vierzigern, der zu füllig ist, zu viel trinkt und um dessen Gesundheit es schlecht bestellt ist. Diana dagegen ist Hausfrau. Ihr einziger Sohn Peter besucht ein teures Internat. Der Roman erschien im Mai 1952 und war ein vergleichsweise großer Erfolg. Time and Tide nannte ihn sogar Greens besten Roman.

### Lebensende
Die 1950er Jahre waren zunehmend von einer anderen Generation britischer Autoren geprägt, die einen anderen sozialen und vor allem weniger privilegierten Hintergrund als Green und seine Zeitgenossen hatten. Kingsley Amis’ Roman Glück für Jim kam 1954 auf den Buchmarkt. Malcolm Bradbury hat festgehalten, dass Glück für Jim in den 1950er Jahren in ähnlicher Weise die Literatur Großbritanniens veränderte wie John Osbornes zeitgleiches Theaterstück Blick zurück im Zorn die britische Theaterliteratur veränderte. Bradbury misst Amis einen ähnlichen Einfluss auf die britische Literatur zu wie Evelyn Waugh ihn auf die britische Literatur der 1920er Jahre hatte. In der englischen Literaturkritik wurde Amis mit seinem Erstlingsroman Lucky Jim zusammen mit Philip Larkin (Jill, 1946; A girl in winter, 1947), John Wain (Hurry on down, 1953) und Iris Murdoch (Under the net, 1954) der Gruppe von Romanciers des sogenannten Movement zugerechnet. Sie spiegeln die sozialen und kulturellen Veränderungen, die sich durch die Auflösung des britischen Weltreichs und die Errichtung des Wohlfahrtsstaates sowie die Verwischung der Klassengegensätze und den damit verbundenen Verlust der Selbstidentifikation ergaben. Ähnlichkeiten bestehen hier auch in der Art und Weise, wie soziale, literarische und auch persönliche Fragen thematisiert werden, nämlich in realistischer und unpathetischer sowie satirischer bzw. ironisch-kritischer Form. Green hatte zwar vieles dieser Bewegung vorweggenommen, aber er war nicht länger eine Gestalt, die aus seinem literarischen Umfeld herausragte.
Green litt zunehmend unter Taubheit, sein Alkoholmissbrauch wurde immer schlimmer, 1957 erlitt er einen Zusammenbruch, und 1959 bewegte man ihn schließlich dazu, aus dem Vorstand des Familienunternehmens auszuscheiden. Green wurde zwar gegen Ende der 1950er Jahre zunehmend um Interviews gebeten, und zahlreiche seiner Romane erschienen in Übersetzungen, seine literarischen Arbeiten begrenzten sich jedoch zunehmend auf kurze Arbeiten für das Radio. Green fühlte sich nicht mehr in der Lage, die Herausforderungen eines weiteren Romans auf sich zu nehmen. Raymond Carr, der Green um diese Zeit kennenlernte, hielt über ihn fest, dass er ähnlich wie F. Scott Fitzgerald trinke, weil er nicht schreiben könne, und nicht schreiben könne, weil er trinke. Von 1960 bis zu seinem Tode im Jahre 1973 war er weitgehend invalide und verbrachte längere Zeit im Krankenhaus. Green starb im Winter 1973 an einer Lungenentzündung.

## Green und andere Autoren

### Eudora Welty
Green und die US-amerikanische Schriftstellerin Eudora Welty, die nicht nur als eine der besten Südstaaten-Autorinnen, sondern darüber hinaus als eine der besten US-amerikanischen Schriftstellerinnen des 20. Jahrhunderts gilt, begegneten sich persönlich nur im Jahre 1950. Im April dieses Jahres war Welty in Großbritannien auf einer Promotionstour für ihre Kurzgeschichtensammlung Die goldenen Äpfel (englischer Originaltitel: The Golden Apples) und begegnete dort Green. Sie hatte auf der Überfahrt nach Großbritannien Der Butler gelesen, war äußerst angetan von dem Roman, der in den Vereinigten Staaten zu dem Zeitpunkt viel Aufsehen erregte, und begeistert davon, den Autor kennenzulernen.
Am nächsten Tag besuchte Welty Green in seinem Londoner Haus am Trevor Place zu einem längeren Gespräch. Welty hielt hinterher fest, dass Green ein ausgesprochen attraktiver Mann sei, den eine Mischung aus Übermut, Humor und Spontanität auszeichne. Welty las anschließend alle Werke von Green und schrieb später ein Essay über die Werke von Green. Dies führte zu einer längeren Korrespondenz zwischen den beiden Autoren.

### Evelyn Waugh
Green und der britische Schriftsteller Evelyn Waugh (1903–1966) verkehrten zwar gesellschaftlich miteinander, die beiden Ehepaare Waugh und Green verbrachten sogar Wochenenden zusammen, die Autoren standen aber in einer steten Konkurrenz zueinander. Waughs Roman Wiedersehen mit Brideshead, der aus der Perspektive des Ich-Erzählers Charles Ryder den Zerfall der wohlhabenden, katholischen Adelsfamilie Marchmain im England der 1920er und 1930er Jahre erzählt, erschien fast zeitgleich mit Greens Roman Der Butler, zeigt aber eine gänzlich andere Einstellung der beiden Autoren zu aristokratischen Familien. Waugh äußerte sich gelegentlich geringschätzig über Werke von Green: Als Nancy Mitford Greens Roman Nichts lobte, hielt Waugh fest, dass er von diesem Werk nichts halte. Die Dialoge klängen unecht, Green sei einfach außerstande, lebensechte Dialoge zu schreiben. Greens Biograf Treglown hält fest, dass Waughs teilweise sehr heftigen und sehr persönlichen Attacken auf Green auch auf Waughs Kampf gegen die Moderne zurückzuführen seien. Waugh behauptete unter anderem in einem Brief an Nancy Mitford, dass Green das Vorbild für die stets Pubs frequentierende Figur in Graham Greenes Roman Das Ende einer Affäre gewesen sei. Gegenüber Maurice Bowra beschuldigte Waugh Green sogar, ein heimlicher Kommunist zu sein. Als Beleg nannte er dessen Mitgliedschaft in der Feuerwehrbrigade, dass in allen Werken Greens soziale Unterschiede allein vom monetären Wohlstand abhingen, seine geschäftlichen Verbindungen zu Russland und seine Missachtung für Umgangsformen.

## Werke
- Blindness. 1926.
  - Blindsein. Steidl, Göttingen 1991.
- Living. 1929.
  - Leben. Roman. Mit einem Nachwort von John Updike. Steidl, Göttingen 1994.
- Party Going. 1939.
  - Die Gesellschaftsreise. Roman. Steinhausen, München 1979.
- Pack My Bag. 1940.
- Caught. 1943.
- Loving. 1945.
  - Lieben. Roman. Übersetzt von Friedrich Burschell. (= Bibliothek Suhrkamp. 129). Suhrkamp, Frankfurt am Main 1964.
    - Der Butler. Neu übersetzt von Walter Schürenberg. Steidl, Göttingen 1988.
- Back. 1946.
- Concluding. 1950.
  - Dämmerung. Übersetzt von Friedrich Burschell. Suhrkamp, Frankfurt am Main 1953.
- Nothing. 1950.
  - Nichts. Roman. Steidl, Göttingen 1993.
- Doting. 1952.
  - Schwärmerei. Roman. Übersetzt von Friedrich Burschell. Suhrkamp, Frankfurt am Main 1954.
    - Liebesspiele. Neu übersetzt von Werner Horch. Steidl, Göttingen 1987
- Surviving. The Uncollected Writings of Henry Green. 1992.